# 대구 빈씨
대구 빈씨(大邱彬氏)는 대구광역시를 본관으로 하는 한국의 성씨이며다.

## 성씨와 내력
대구 빈씨(大邱 彬氏)의 시조 빈문(彬文)은 원래 몽골족(蒙古族) 출신으로 청나라 만저우 지방 펑톈 성 펑톈에서 아버지 빈진순(彬津淳)과 몽골족(蒙古族) 출신 어머니 보르지긴씨 부인(孛兒只斤氏 夫人) 사이에 출생한 빈문은 청 덕종 광서제(淸 德宗 光緖帝, 1871∼1908) 치세 때인 1893년에서 1896년까지 청(淸)나라에서 3년간 원외랑(員外郞)을 지냈다. 
1896년 2월, 청나라에서 관직을 사퇴한 그는 석 달이 지난 1896년 5월, 조선 고종(1852~1919) 치세 때인 조선에 들어와 경상북도 달성군 정착을 거쳐 경상북도 대구부에 두번째 정착하면서 그는 대구 빈씨의 시조가 되었다고 한다. 
1930년 국세조사 당시 경기도 용인군 수여면 운학리에 살던 빈문 씨의 둘째 손자이고, 빈문(彬文) 장자 빈회람(彬懷籃, 청나라 허베이 성 베이징 출생)의 차남이자, 달성 빈씨의 시조인 빈영선(彬永先) 씨에 의하면, 조부 빈문(彬文)과 아버지 빈회람(彬懷籃)이 원래 경상북도 대구에 와서 살았으며, 1910년대 초반 일제 강점기 시대에 경기도 용인으로 이주해 왔다고 한다. 1930년도 분포 관련 상황을 보면 서울과 경기도 이천, 용인, 광주(廣州) 등지에 약 10여 가구가 살고 있었다.

## 같이 보기
- 빈